# دیوید لیلند
دیوید لیلند (انگلیسی: David Leland؛ زادهٔ ۲۰ آوریل ۱۹۴۱ – درگذشتهٔ ۲۴ دسامبر ۲۰۲۳) هنرپیشه، کارگردان و فیلم‌نامه‌نویس اهل بریتانیا بود. از فیلم‌هایی که وی در آن نقش داشته است می‌توان به ژولیوس سزار، نی‌نواز هاملین، مبلغ مذهبی و ۱۹۱۷ اشاره کرد.

وی همچنین برنده جایزه امی ساعات پربیننده شد.